# Hlubočky zastávka
Hlubočky zastávka je železniční zastávka v obci Hlubočky v okrese Olomouc. Leží v km 12,456 neelektrizované jednokolejné železniční trati Olomouc – Opava východ mezi stanicemi Hlubočky-Mariánské Údolí a Hlubočky. V jízdním řádu pro rok 2025 ji obsluhují pravidelné osobní vlaky Českých drah (ČD) na lince M5 ve směru Olomouc hl. n. nebo Hrubá voda (a Moravský Beroun). Zastávkou pouze projíždějí rychlíky na lince R27, která v dvouhodinovém taktu spojuje Olomouc a Opavu (či Ostravu).

## Historie
Trať procházející Hlubočkami byla vystavěna v letech 1870–72 a otevřena v říjnu 1872. Samotná zastávka byla vybudována později než nádraží v Hlubočkách. Zřízena byla až roce 1950 po několika letech vyjednávání a urgencí. K zastávce původně patřila též zděná budova čekárny (původně strážní domek č. 11), ve které také probíhal prodej jízdenek. V minulosti sloužila k obytným účelům, přiléhala k ní zahrádka s plaňkovým plotem. Na rozdíl od podobné stavby v zastávce ve Velké Bystřici, kde vzniklo občerstvení, zde nebylo možné jednoduše získat strážní domek do majetku obce. V posledních letech před zbouráním byla čekárna ve špatném stavu.
Na přelomu let 2016 a 2017 proběhla rekonstrukce zastávky. Nejprve na konci roku 2016 došlo k demolici čekárny a odstranění nefunkční studny. Samotná stavba za téměř 13 milionů korun probíhala na jaře 2017. Zastávka byla uvedena do plnohodnotného provozu 26. dubna 2017, do té doby vlaky zastávkou pouze projížděly. V rámci rekonstrukce bylo vystavěno bezbariérově přístupné nástupiště o délce 140 metrů, betonový přístřešek s valbovou střechou, instalováno nové osvětlení, orientační systém a rozhlas.

## Popis
V zastávce je u traťové koleje zřízeno jednostranné vnější nástupiště o délce 140 m a s nástupní hranou ve výšce 550 mm nad temenem kolejnice. Cestujícím slouží betonový přístřešek a několik laviček.[zdroj?] Vstup na nástupiště je bezbariérově přístupný. Cestující jsou o jízdách vlaků informováni pomocí rozhlasu, který obsluhuje výpravčí ze stanice Hlubočky–Mariánské Údolí.
Zastávka není personálně obsazena, na místě není možné zakoupit jízdenku a k odbavení cestujících dochází ve vlaku.
Zastávka je zařazena do Integrovaného dopravního systému Olomouckého kraje (zóna 105).

## Poloha
Zastávka se nachází v Hlubočkách-vsi, asi 500 m jižně od místního obecního úřadu. Nedaleko stojí základní škola a Kostel Božského Srdce Páně. Mezi zastávkou a řekou Bystřicí se rozkládá fotbalový stadion, sídlo klubu FK Hlubočky. V blízkosti zastávky se nachází Ski Areál Hlubočky.
U zastávky ve směru na Olomouc trať v km 12,418 kříží silnici III. třídy (ulice Olomoucká). Jedná se o železniční přejezd P7531, který je vybaven světelným přejezdovým zabezpečovacím zařízením bez závor. Tento přejezd byl některými místními vnímán jako nebezpečný a objevil se požadavek na instalaci závor. K té ale nedošlo. V roce 2025 byl tento přejezd zařazen mezi deset nejvíce nehodových míst v Olomouckém kraji. Za předcházejících pět let zde došlo k šesti nehodám, při kterých se zranilo pět lidí.